# Gare de Saint-Aubin-sur-Scie
Gare de Saint-Aubin-sur-Scie vasútállomás Franciaországban, Saint-Aubin-sur-Scie településen.

## Vasútvonalak
Az állomást az alábbi vasútvonalak érintik:
- Malaunay-Le Houlme-Dieppe-vasútvonal

## Kapcsolódó állomások
A vasútállomáshoz az alábbi állomások vannak a legközelebb:
- Gare de Dieppe
- Gare de Longueville-sur-Scie